# Newquay and Cornwall Junction Railway
Die Newquay and Cornwall Junction Railway war eine britische Eisenbahngesellschaft in Cornwall in England. 

## Geschichte
Die Newquay and Cornwall Junction Railway erhielt am 14. Juli 1864 die Konzession zum Bau einer Bahnstrecke von der Strecke der Cornwall Railway bei Burngullow nach Norden bis nach St. Dennis Junction an der Pferdebahnstrecke der Newquay Railway. Der Sitz der Gesellschaft war in Par. Dort nutzte sie die Büros gemeinsam mit der Lostwithiel and Fowey Railway. Der Bau der Strecken der Lostwithiel and Fowey Railway und der Newquay and Cornwall Junction Railway wurde vom gleichen Personenkreis unterstützt.
Die Konzession beinhaltete den Bau der Strecke in Normal- und in Breitspur von 2140 mm. Während die Strecke in der Normalspur vollständig nutzbar war, war dies in Breitspur nur eingeschränkt möglich. Auf Grund der schwierigen Bodenverhältnisse und Finanzierungsproblemen wurde ein erster Abschnitt von 5,6 Kilometer bis Nanpean am 1. Juli 1869 eröffnet. Der Bau erfolgte durch das Unternehmen William West & Sons aus Saint Blazey. Das Unternehmen wurde außerdem mit dem Betrieb beauftragt. 
Die Cornwall Minerals Railway erhielten am 21. Juli 1873 die Genehmigung die Newquay and Cornwall Junction Railway zu übernehmen. Die Übernahme erfolgte zunächst auf einer Pachtbasis ab dem 1. Juni 1874. Neben dem Betrieb der Strecke erfolgte durch die Cornwall Minerals Railway auch die Fertigstellung der geplanten Bahnstrecke. 